# Jean Treunet
Jean Treunet – francuski kierowca wyścigowy.

## Kariera
W swojej karierze wyścigowej Treunet poświęcił się startom w wyścigach samochodów sportowych. W latach 1928-1929, 1935 Francuz pojawiał się w stawce 24-godzinnego wyścigu Le Mans. W pierwszym sezonie startów odniósł zwycięstwo w klasie 1.1, a w klasyfikacji generalnej był siódmy. W sezonie 1935 był szósty w klasie 1.1.